# Fissidens sinensi-bryoides
Fissidens sinensi-bryoides là một loài Rêu trong họ Fissidentaceae. Loài này được Müll. Hal. mô tả khoa học đầu tiên năm 1896.